# Caussade
Caussade is een gemeente in het Franse departement Tarn-et-Garonne (regio Occitanie). De plaats maakt deel uit van het arrondissement Montauban. Caussade telde op 1 januari 2022 6.858 inwoners.
De gemeente is sinds de 19e eeuw een productiecentrum van hoeden en telt nog enkele ateliers waar hoeden worden gemaakt.

## Geschiedenis

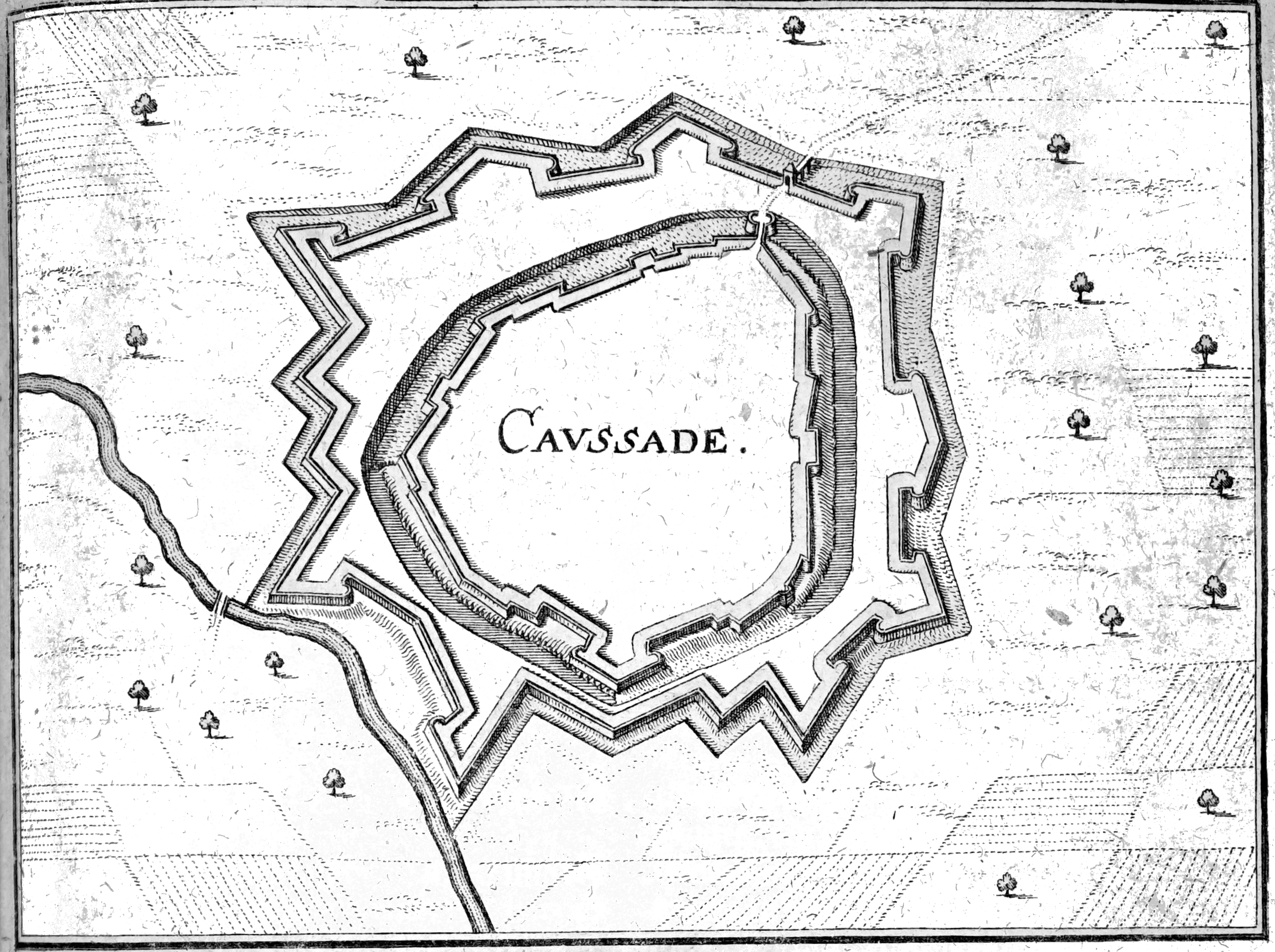
De vestingwerken van Caussade in 1657

Caussade was tijdens het ancien régime een heerlijkheid in Quercy. Tijdens de Albigenzische Kruistochten in 1209 konden de inwoners plundering van hun stad enkel voorkomen door betaling van een grote som geld. Graaf Raymond VII van Toulouse verleende aan de stad een keure met privileges in 1248. Dit luidde een eeuw van voorspoed in en de stad breidde zich uit tot buiten de stadsmuren. Tijdens de Honderdjarige Oorlog plooide de stad terug binnen haar muren. Door het Verdrag van Brétigny (1360) viel Quercy toe aan de Engelsen.
De Reformatie vond vruchtbare bodem in de stad en na het Edict van Nantes (1598) was Caussade een van de versterkte steden (places de sûreté) waar protestanten hun geloof mochten belijden. De weinige resterende katholieken waren aangewezen op schuilkerken. In 1621 nam een leger van koning Lodewijk XIII de stad in. De rechten van de protestanten werden later ingetrokken.
In de 18e eeuw werd begonnen met de afbraak van de stadsmuren en werd Caussade een halteplaats op de weg tussen Toulouse en Parijs. De handel bloeide. In de 19e eeuw werd de stad een centrum voor de productie van hoeden. In de 20e eeuw kwam er ook andere industrie.

## Geografie
De oppervlakte van Caussade bedroeg op 1 januari 2022 45,73 vierkante kilometer; de bevolkingsdichtheid was toen 150 inwoners per km².
Het centrum van de gemeente ligt op 112 m hoogte. Door de gemeente stromen enkele beken: Albert, Bonne Vieille en Fontanel.
De onderstaande kaart toont de ligging van Caussade met de belangrijkste infrastructuur en aangrenzende gemeenten.

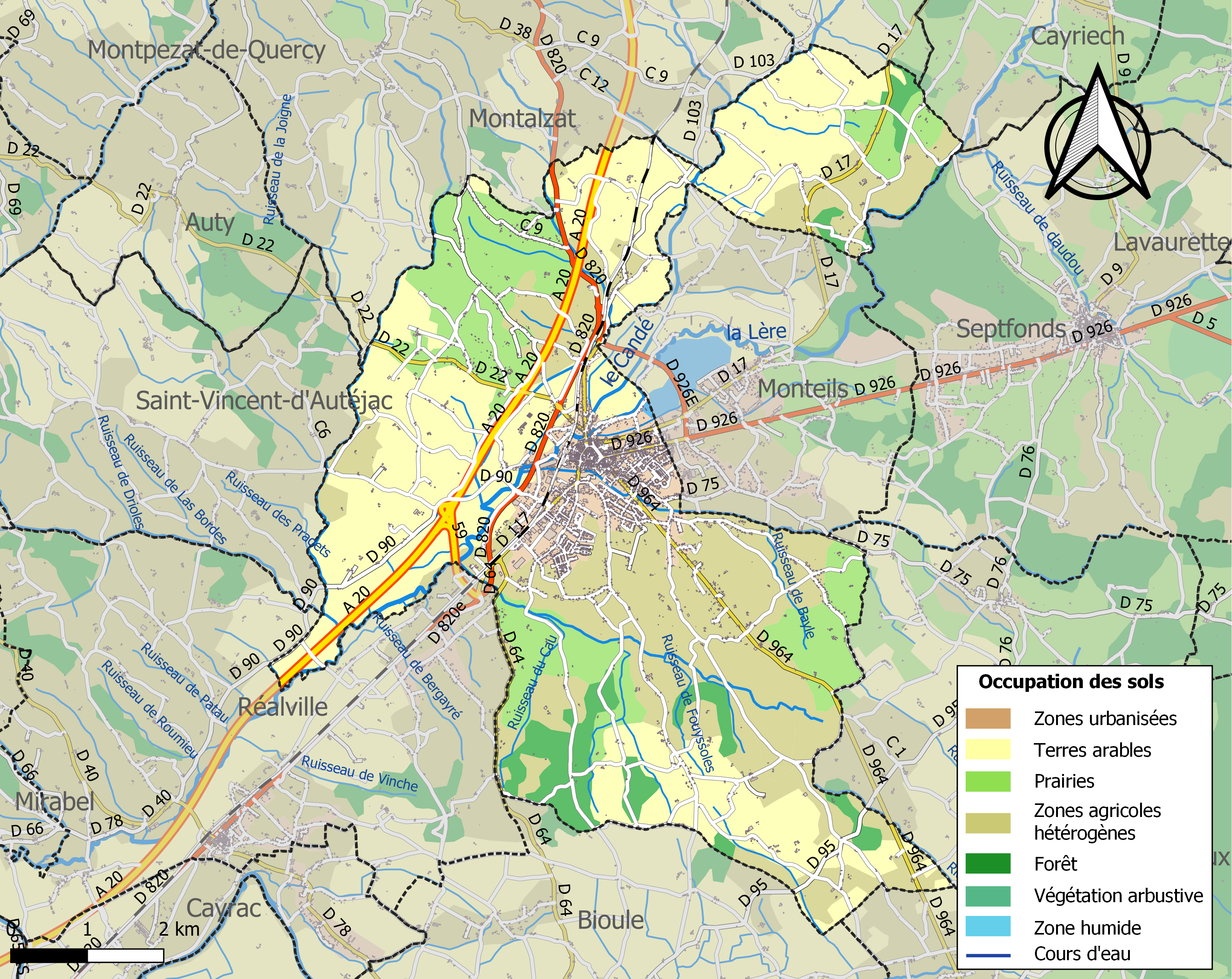

## Verkeer en vervoer
In de gemeente ligt spoorwegstation Caussade.
De autosnelweg A20 loopt door de gemeente.

## Demografie
Onderstaande figuur toont het verloop van het inwonertal (bron: INSEE-tellingen).

## Cultuur

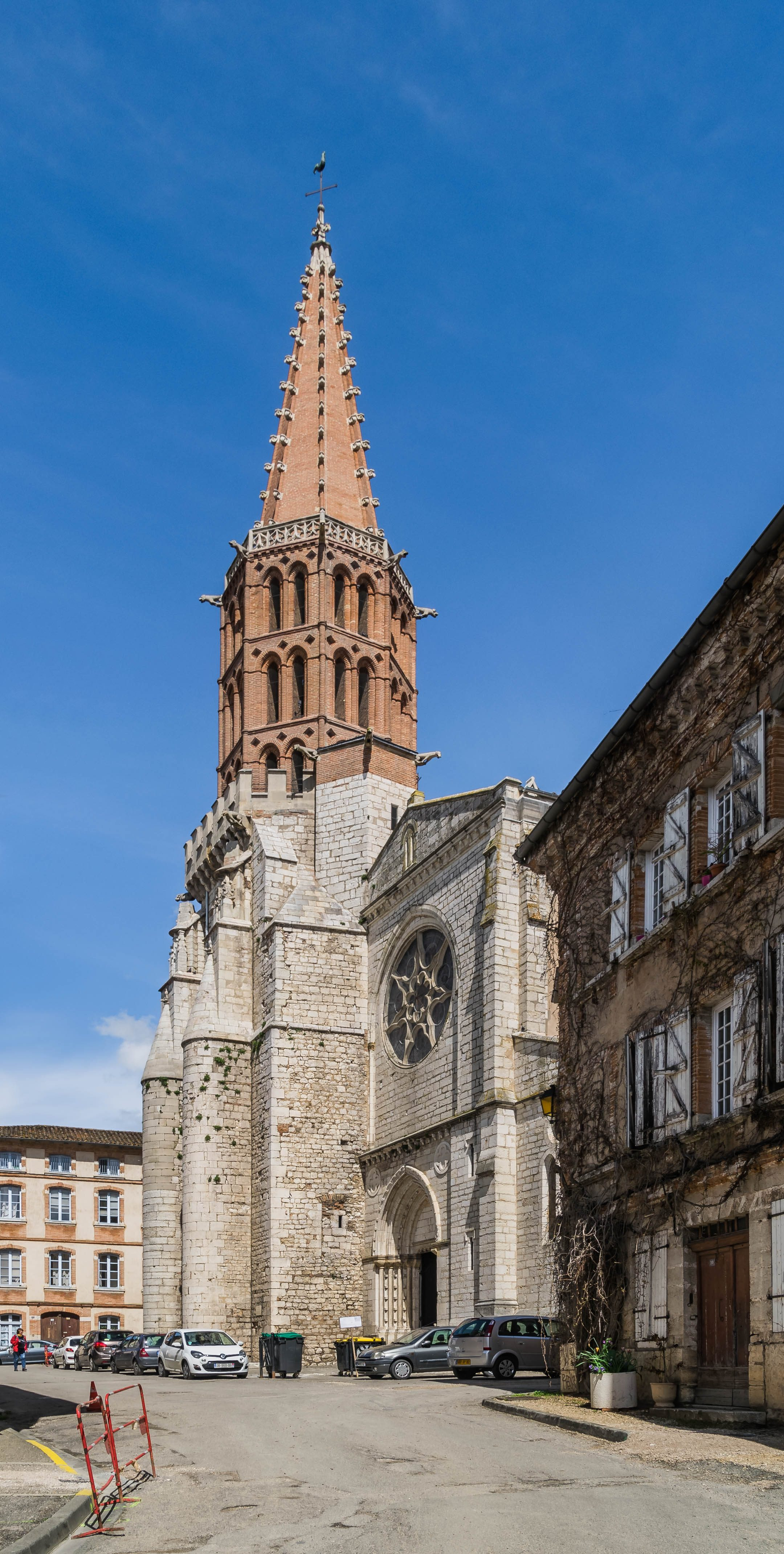
Notre Dame de l'Assomption

Sinds 2012 wordt het Salon International de l'Aquarelle georganiseerd in Caussade. In de zomermaanden wordt  ook Estivales du chapeau georganiseerd, activiteiten rond de traditie van het hoedenmaken.

### Bezienswaardigheden
- Kerk Notre Dame de l'Assomption. De kerktoren van 54 m hoog is 16e-eeuws terwijl de kerk zelf 19e-eeuws en neogotisch is.
- Tour d'Arles (13e eeuw)
- Fontaine du Thouron (19e eeuw). Ondergronds zijn er twee bassins met gewelven uit de middeleeuwen die eertijds dienden om de grachten van de omwalling van water te voorzien.

### Ontspanning
In 2016 werd in Caussade een zwembad (Quercy'O) geopend.